# Колёсная база
Колёсная ба́за — в транспорте продольное расстояние между осями передних и задних колёс.
В некоторых случаях может быть неравной для правых и левых колёс (пример — Renault 16, у которого с левой стороны колёсная база больше на 70 мм), что обычно не сказывается отрицательно на ходовых качествах автомобиля.
Также она может незначительно меняться при работе некоторых типов независимой подвески, например, с продольными рычагами.

## Влияние на ходовые качества
Преимущества длинной базы:
- Автомобиль с большей по сравнению с общей длиной колёсной базой позволяет более рационально, комфортабельно и просторно разместить пассажиров в пространстве между осями;[1]
- Автомобиль с длинной колёсной базой имеет (обычно, но не всегда) меньшего размера передний и задний свесы;[1]
- Автомобиль с длинной базой имеет лучшую плавность хода и комфортабельность: тенденция к возникновению продольных колебаний уменьшается, что позволяет применить мягкую подвеску, сообщающую автомобилю высокую плавность хода[1].
- Автомобиль с длинной базой устойчивее в разгоне (из-за меньшего перераспределения веса).
- Автомобиль с длинной базой более предсказуем в поворотах (по той же причине).

Удлинять колёсную базу рациональнее всего на переднеприводных автомобилях, так как в случае классической компоновки это приводит к излишнему удлинению карданного вала и необходимости применения более сложной его конструкции (составной). Между тем, начиная с конца семидесятых годов отметилась тенденция к существенному росту колёсной базы на легковых автомобилях вне зависимости от компоновки. Заднеприводный автомобиль с увеличенной колёсной базой легко срывается в заносы и кручения, в особенности на скользких дорогах и на поворотах, такой «болезнью» обладают, например, пикапы, поэтому при движении в неблагоприятных погодных условиях и на скользкой трассе весьма желательно включать полный привод.
Преимущества короткой базы:
- Автомобиль с короткой базой лучше вписывается в крутые повороты.
- Автомобиль с короткой базой при прочих равных условиях обладает лучшей маневренностью.
- Автомобиль с короткой базой имеет более высокую геометрическую проходимость.
- Автомобиль с короткой базой проще вывести из заноса.

Относительно короткая база наиболее рациональна на автомобилях повышенной проходимости (для обеспечения высоких внедорожных качеств). Также преимущества в управляемости важны для спортивных и гоночных автомобилей.